# Gungoldinger Wacholderheide
Die Gungoldinger Wacholderheide ist ein 72 Hektar großes Naturschutzgebiet am nördlichen Hang des Altmühltals im Landkreis Eichstätt. Sie ist damit die größte in Bayern als Naturschutzgebiet ausgewiesene Wacholderheide. Sie entstand durch Waldrodung im Mittelalter und wurde 1959 unter Schutz gestellt. Auf den Trockenrasen wachsen neben Wacholderbüschen Wilde Rosen, Schlehen und Weißdorn. In den felsigen Regionen hat sich eine Steppenheide zwischen Kalkfelsen entwickelt. In der Gungoldinger Wacholderheide wachsen verschiedene Orchideen und weitere seltene Pflanzen wie die Felsennelke, die Spitzblättrige Miere, das Kahlblättrige Heideröschen, die Küchenschelle, der Frühlings-, Gefranste und der Deutsche Enzian. Die Heide ist Lebensraum für gefährdete Schmetterlingsarten, darunter Segelfalter und Berghexe. Für den Erhalt der an starke Sonneneinstrahlung und Trockenheit angepassten Heide wird Schafbeweidung betrieben, um Gebüsch und Wald zurückzudrängen.

## Bildergalerie

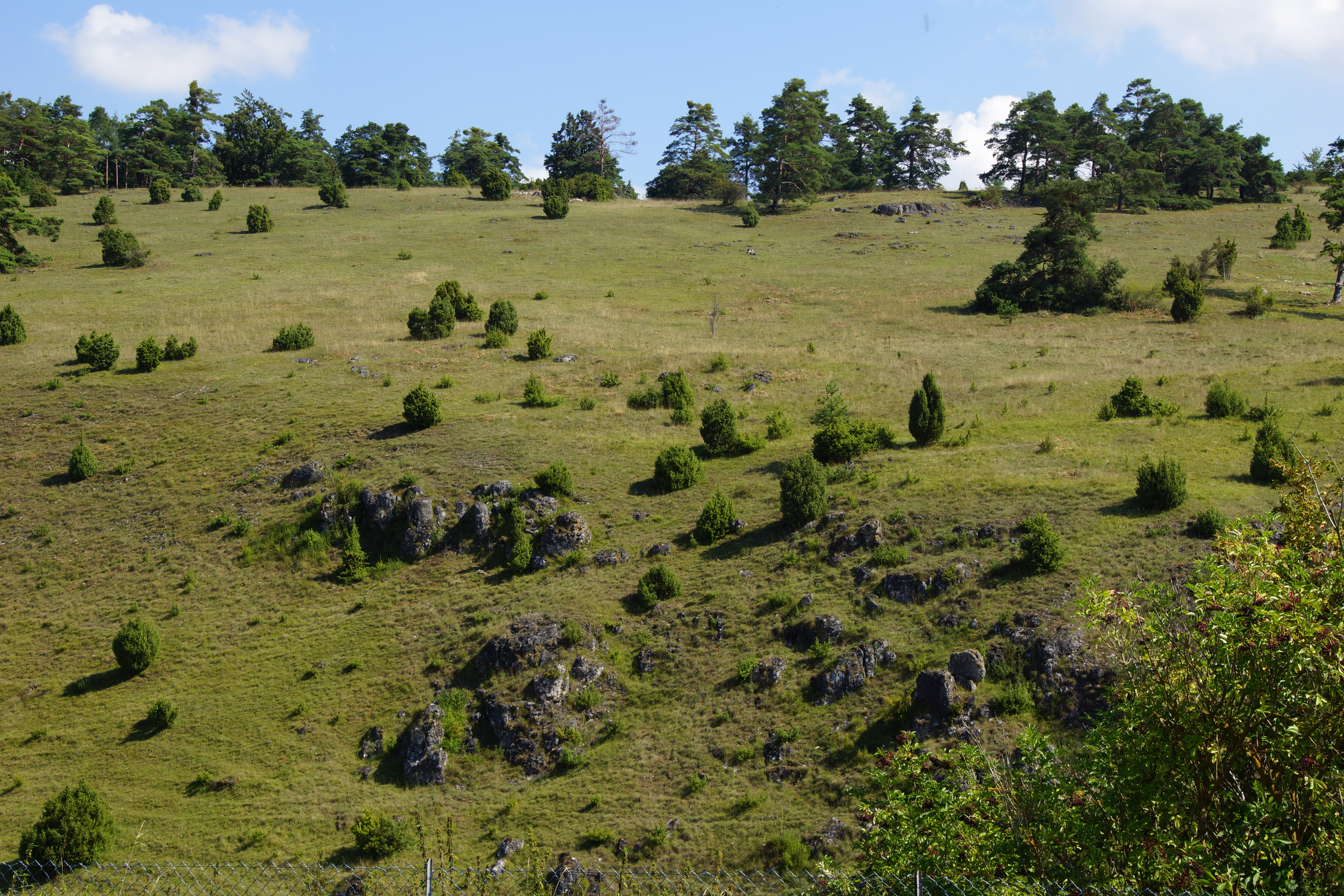
Typische Wacholderheide
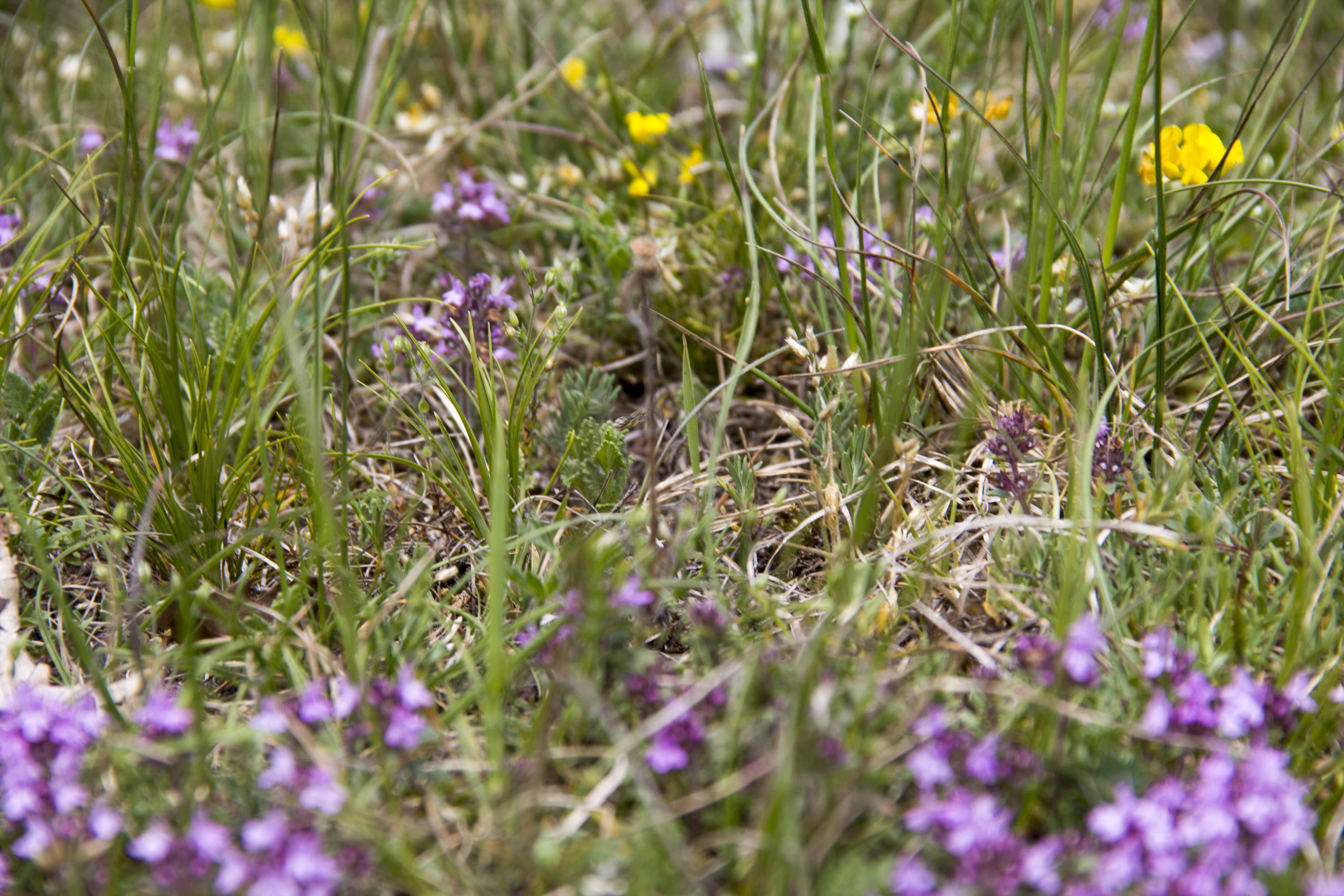
Kalkrasenbewuchs im Sommer
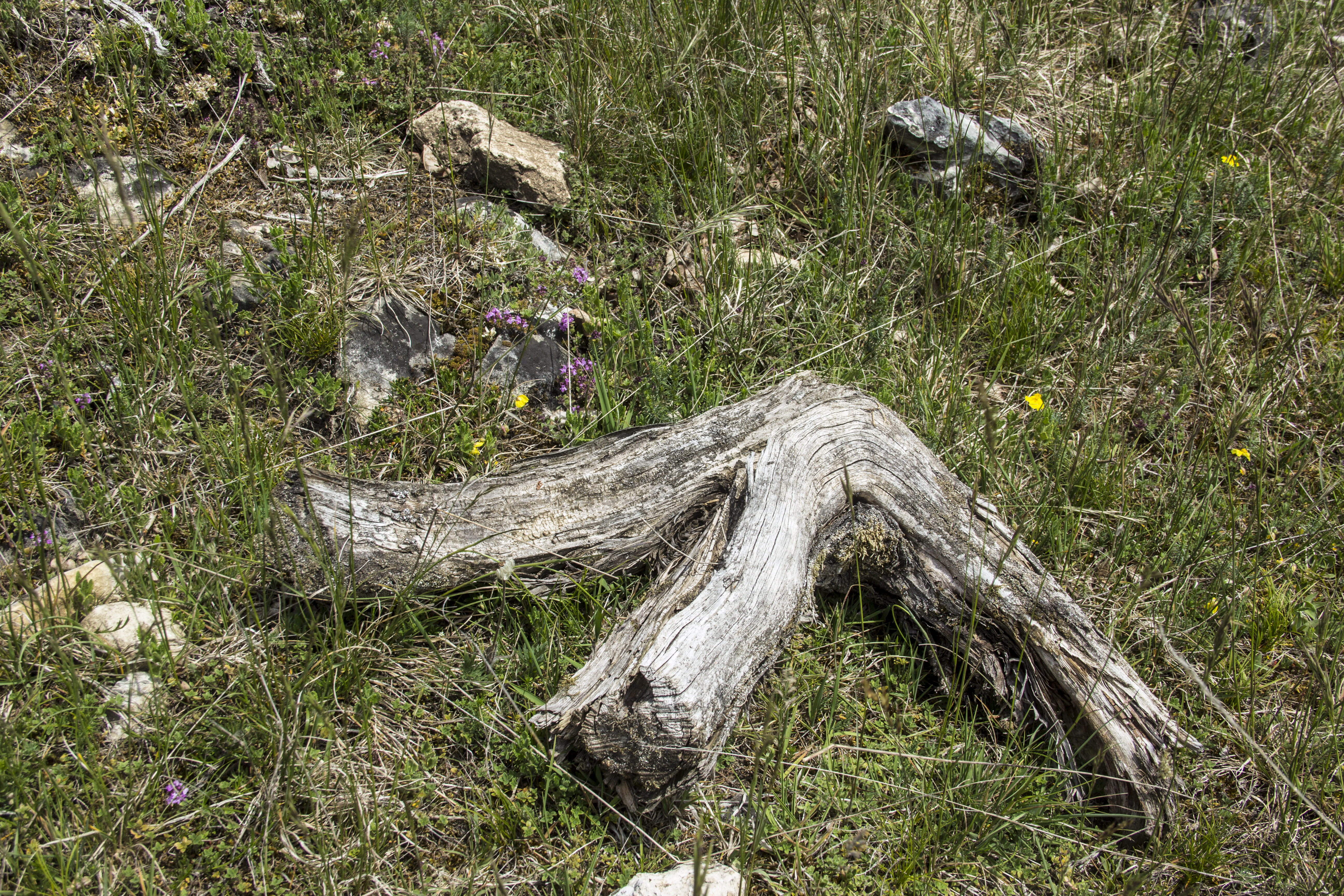
Trockenrasen
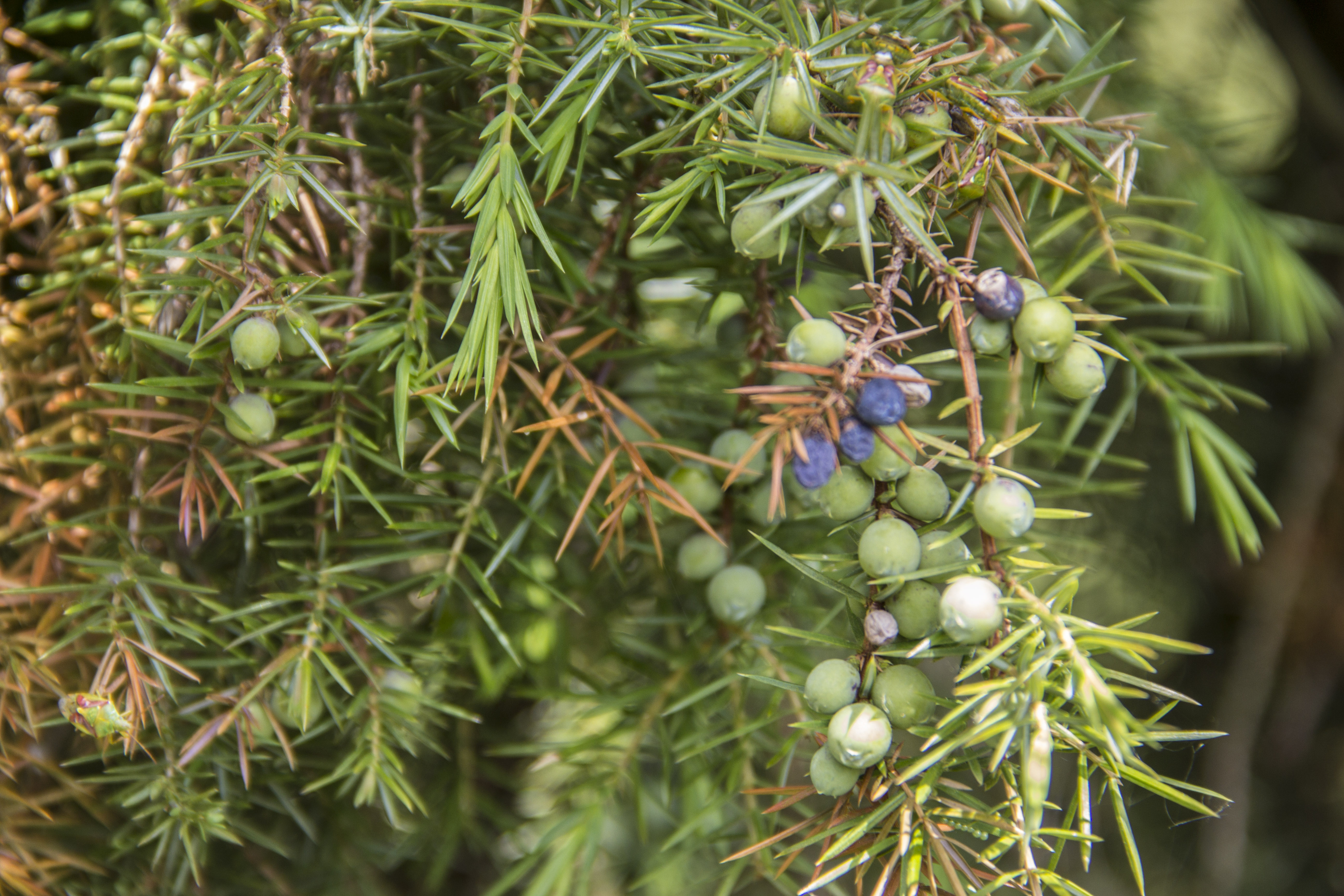
Wacholder